# San Francisco Tlacuilohcan

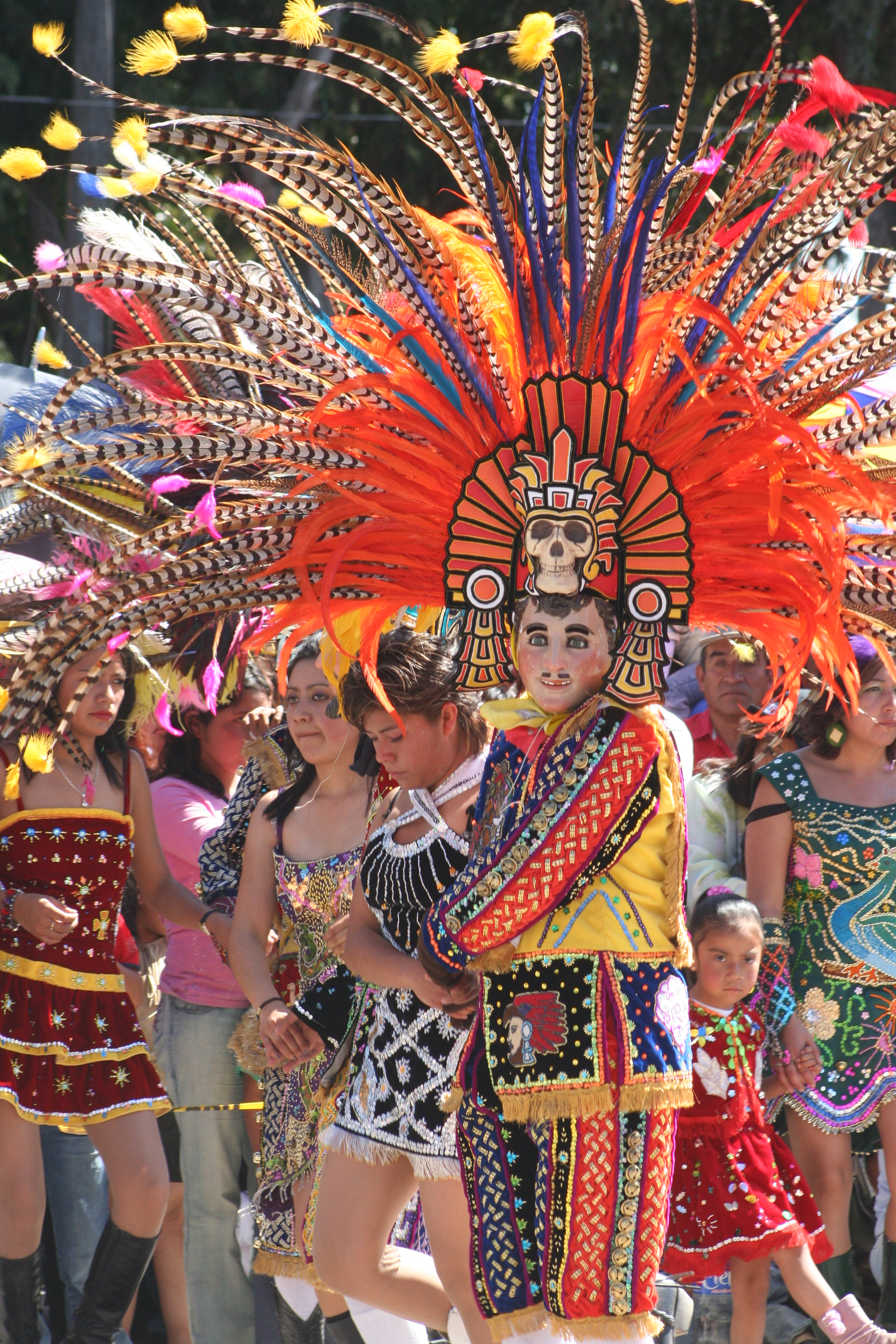
Carnaval de Tlacuilohcant

San Francisco Tlacuilohcan es un pueblo perteneciente al municipio de Yauhquemehcan en el Estado de Tlaxcala. El santo patrono de la comunidad es San Francisco de Asís.

## Significado
La palabra que da el nombre al pueblo o la comunidad "Tlacuilohcan" lugar de escribanos, proveniente de náhuatl.